# Ninam
Le ninam (autonyme : 'ninam'), est une langue yanomami parlée par les Yanomami au Venezuela et au Brésil.

## Nom
Selon le contexte et les locuteurs, cette langue peut également être appelée shiriana ou yanam au Venezuela et shiriana, xirianá, xirixana ou yanam au Brésil.

## Utilisation
Le ninam est parlé par environ 1 030 personnes, dont :
- 560 au Venezuela en 2010, principalement dans l'Bolívar, le long des rivières Carún et Paraguá. Certains utilisent également le pemon et l'espagnol, et il est utilisé comme langue seconde par certains locuteurs de l'arutani (en). La langue est reconnue par l'article 4 de la loi vénézuélienne sur les langues indigènes de 2008 ;
- 470 de tous âges au Brésil en 2012, principalement dans l'État de Roraima, le long du rio Mucajaí (en) et du haut rio Uraricaá (en). Beaucoup utilisent aussi le portugais, surtout les enfants, et il est utilisé comme langue seconde par certains locuteurs de l'arutani.

## Caractéristiques
Le ninam fait partie des langues yanomami.
Il peut s'écrire avec un alphabet latin modifié comprenant 13 consonnes et 25 voyelles, mais qui ne semble plus utilisé.

## Dialectes
Ethnologue recense les dialectes du ninam du Nord et du ninam du Sud (appelés également shiriana ou uraricaa-paragua et mukajai ou shirishana respectivement au Brésil). Glottolog y ajoute le ninam central.